# Chortytsja
Chortytsja (Oekraïens: Хортиця) is het grootste eiland in de rivier de Dnjepr, en is 12,5 kilometer lang en 2,5 breed. Het eiland maakt deel uit van het Chortytsja Nationaal Park en ligt binnen de stadsgrenzen van Zaporizja.
Het eiland heeft een belangrijke rol gespeeld in de geschiedenis van Oekraïne, vooral in de geschiedenis van de Zaporozje-Kozakken.

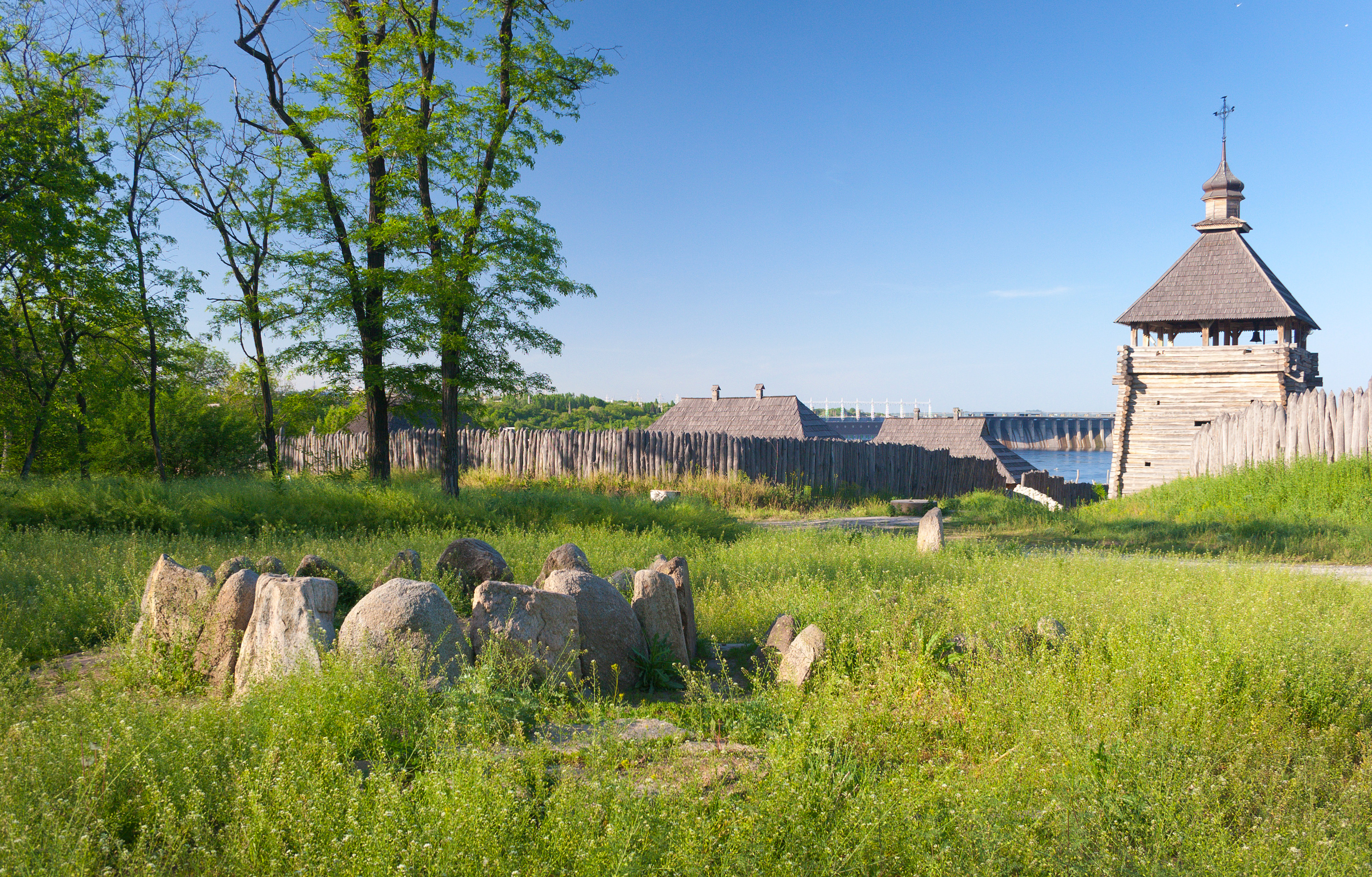
Een gereconstrueerd neolithisch altaar in Khortytsia

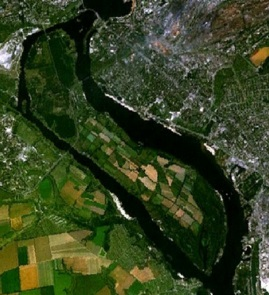
Het eiland vanuit de ruimte

Zaporizja (vertaals als "voorbij de stromen") ontleent zijn naam aan een geografisch gebied stroomafwaarts van de rivier de Dnjepr voorbij de negende stroomversnelling. In de jaren dertig, toen de waterkrachtcentrale van Dnjepr werd gebouwd, kwam dit gebied onder water te staan. Alleen de granieten kliffen, oplopend tot een hoogte van 50 meter, getuigen van het oorspronkelijke rotsachtige terrein van de regio.

## Geschiedenis
Chortytsja is de afgelopen vijfduizend jaar continu bewoond geweest. Ook andere eilanden in de directe omgeving bevatten aanwijzingen voor intensieve bewoning tijdens de Scythische periode. Chortytsia staat bekend om zijn Scythische overblijfselen en een verlaten Kozakkenfort. Het nabijgelegen eilandje Sredeny Stih (ten noordoosten van Chortytsja), opgegraven tijdens de bouw van de waterkrachtcentrale in 1927, gaf zijn naam aan de Sredny Stogcultuur.
In de vroege middeleeuwen was Chortytsja een belangrijk centrum voor de handelsroute van de Varangianen naar de Grieken. In De Administrando Imperio vermeld keizer Constantijn VII het eiland waarschijnlijk als Sint Joris, een eiland stroomafwaarts van de stroomversnellingen. Hierin vermeld hij ook dat de Roessen, terwijl ze door de stroomversnellingen trekken, op het eiland een gemakkelijke prooi zouden zijn voor de nomadische Petsjenegen. De prins van het Kievse Rijk, Svjatoslav I, werd aangevallen en gedood tijdens zijn poging om de rivier over te steken in 972.

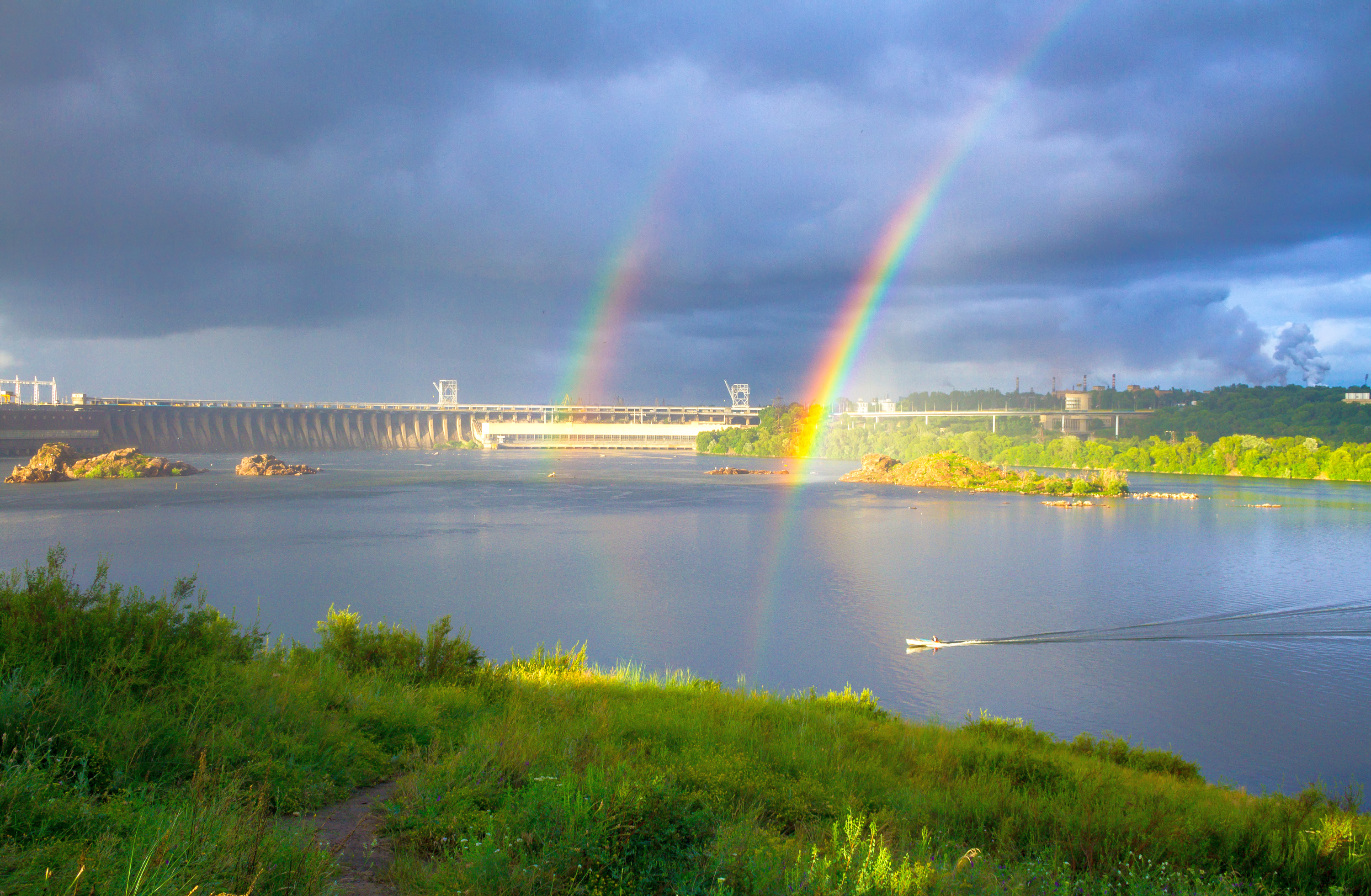
Uitzicht op de waterkrachtcentrale van Dnjepr vanuit Chortytsja

De vroegste vermelding over een militair bolwerk bevond zich op het nabijgelegen Mala Chortytsja (Klein Chortytsja) en werd gesticht door de Wolynische prins Dmytro Vysjnevetsky. Het eiland Mala Chortytsja is 20 keer kleiner dan Chortytsja zelf. Deze eerste Chortytsja fortificatie bestond zes jaar van 1552 tot 1558.
Later zouden er nog acht bolwerken bijgebouwd worden in Bazavluk (1593–1630), Mykytyn (1628–1652), Chortomlyk (1652–1709), Kamin (1709–1711), Oleshkiv (1711–1734) en Pidpilna (1734–1775). Al deze plaatsen lagen aan rivierovergangen. De opstand onder leiding van Bohdan Chmelnytsky begon in 1648 in het Mykytyn fort. Legenden stellen dat Kozakken het beruchte antwoord van de Zaporozjiaanse Kozakken aan sultan Mehmed IV van het Ottomaanse Rijk op Chortytsja schreven.
In 1775 werd dit fort vernietigd door de Russische generaal Tekhely op bevel van Catherina II. Dit resulteerde in de verplaatsing van Zaporozjiaanse Kozakken, van wie velen zich uiteindelijk vestigden aan de Koebanrivier in het Kaukasus-gebied. Deze Kozakken werden bekend als Koeban-kozakken . Een deel van de Zaporozje Kozakken vluchtte naar de overkant van de Donau en werd vazallen van de Ottomaanse sultan. Ze woonden aan de monding van de rivier de Donau.
In 1830 verhuisden veel van deze Kozakken en vestigden een nieuwe fort aan de kust van Azov (tussen Marioepol en Berdjansk). De laatste Koshevoy ataman (leider) van Zaporozhiaanse fort, Petro Kalnysjevsky, werd op 85-jarige leeftijd gevangengezet in het Solovetski-eilandklooster. Na 25 jaar gevangenisstraf werd hij vrijgelaten en stierf bijna blind in het klooster, op 113-jarige leeftijd.
In 1789 werden mennonieten uit de Baltische havenstad Gdańsk door de tsaar uitgenodigd om nederzettingen te vormen op de uitgestrekte steppen van het Russische rijk. Een van deze nederzettingen bevond zich op het eiland Chortytsja. Ze boerden op de rijke eilandgrond. Een deel van hun winstgevende activiteiten was de handel in hout uit de bosjes en bossen van Chortytsja. In 1916 verkochten de doopsgezinde kolonisten het eiland Chortytsja aan het stadsbestuur van Aleksandrovsk.
In 1965 werd het eiland Chortytsja "uitgeroepen tot historisch en cultureel reservaat". Het historische en culturele reservaat van de staat Dnjepr stroomversnelingen werd opgericht in 1974; dit omvatte zowel het eiland Chortytsja, aangrenzende eilanden en rotsen, als een deel van de rechteroever van de Dnjepr. De totale oppervlakte van het reservaat bedraagt 2.359 hectare. Het reservaat kreeg in 1993 de nationale status.

## Nationale Reserve

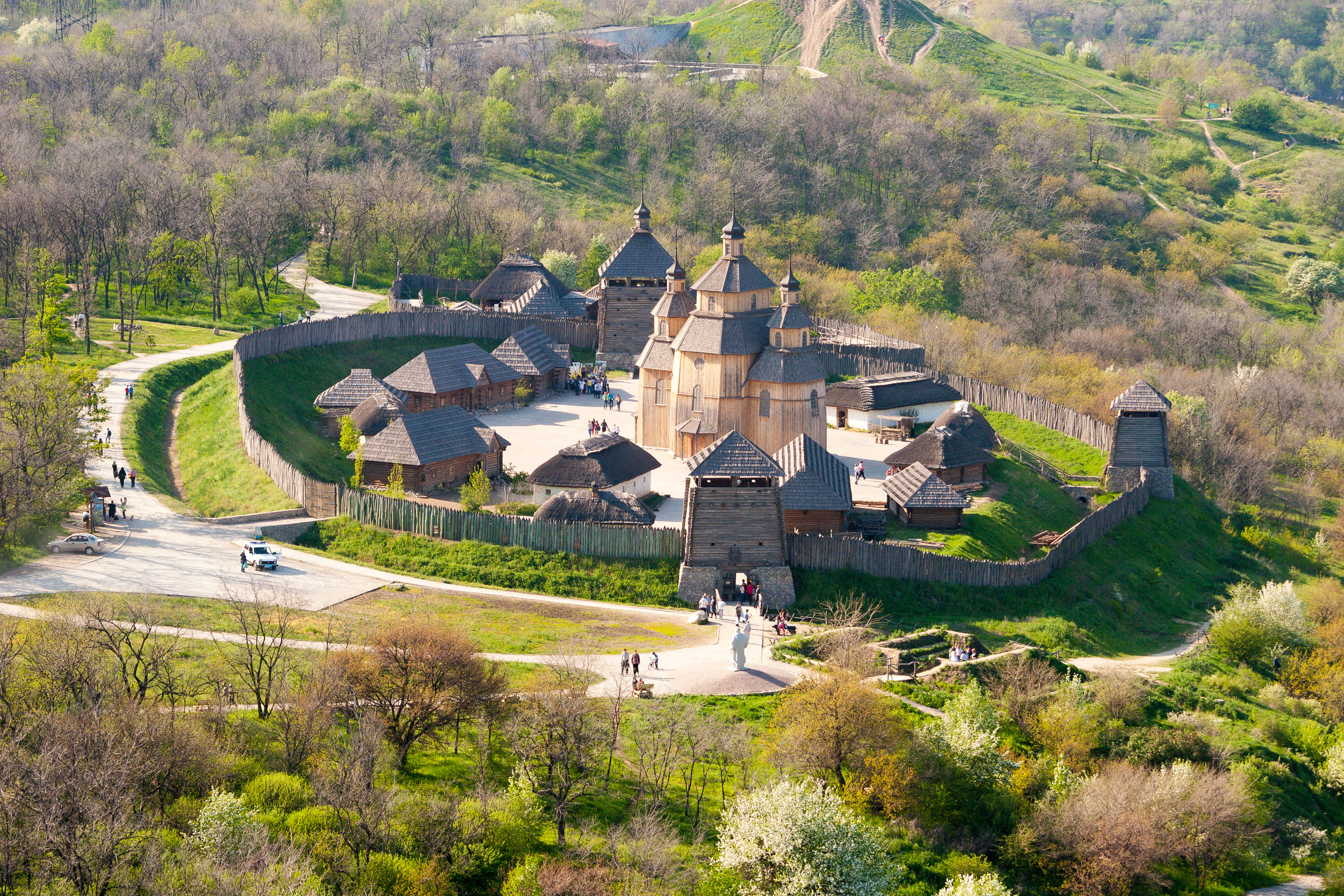
Museum van Zaporizja-kozakken

Het grootste deel van het reservaat (historisch park) beslaat het Zaporizja-Kozakkenmuseum, waar onder meer de Kozakkenpaardenshow te zien is. Het museumgebouw is modern en ligt laag in het landschap met een uitzicht op het waterkrachtstation van de Dnjepr in het noorden. Het museum werd in oktober 1983 geopend als Museum van de geschiedenis van Zaporizja. Het museumproject werd in december 1970 goedgekeurd door het Oekraïense Ministerie van Cultuur.